# TV Aperipê
 TV Aperipê é uma emissora de televisão brasileira sediada em Aracaju, capital do estado de Sergipe. Opera no canal 6 (31 UHF digital) e é afiliada à TV Cultura. Pertence a Fundação Aperipê de Sergipe, instituição de caráter público integrante do governo estadual.

## História
A emissora foi inaugurada em 31 de janeiro de 1985, e com isso, ampliaram-se as ações da Fundação Aperipê. Até 2 de dezembro de 2007, retransmitiu a programação nacional da TV Educativa do Rio de Janeiro, quando a mesma foi substituída pela TV Brasil. No entanto, continuou retransmitindo a programação da substituta.
Durante alguns dias do mês de junho, a TV Aperipê transmite o Forró Caju, importante festa junina do estado de Sergipe, realizada na Praça dos Mercados, no centro de Aracaju. Em 2015, a transmissão foi feita no Arraial do Povo, localizado na Orla de Atalaia.
Em 2016, a emissora deixa de retransmitir a programação da TV Brasil, e passa a retransmitir a TV Cultura de São Paulo.
Em agosto de 2017, a transmissão pelo canal 2 VHF do sinal analógico em Aracaju e região metropolitana foi interrompida. A emissora só restabeleceu seu sinal pelo canal 2 no mês de outubro.

## Sinal digital
| Canal virtual | Canal digital | Resolução de tela | Programação                                      |
| ------------- | ------------- | ----------------- | ------------------------------------------------ |
| 6.1           | 31 UHF        | 1080i             | Programação principal da TV Aperipê / TV Cultura |
| 6.2           | 31 UHF        | 480i Widescreen   | Aperipê Educa (TV Cultura Educação)              |

Após vários testes feitos desde 2014, a emissora lançou seu sinal digital no dia 6 de setembro de 2017. A implementação feita pela Fundação Aperipê foi possível devido ao investimento de R$ 3,7 milhões do governo do Estado em todo processo de digitalização. Para comemorar a nova fase da emissora, foi feita solenidade de lançamento, que contou com a presença do vice-governador, Belivaldo Chagas, do secretário de estado da Comunicação Social, Sales Neto, do secretário de estado da Cultura, João Augusto Gama e do diretor presidente da Fundação Aperipê, Givaldo Ricardo, além da participação de artistas como Irineu Fontes e Luiz Fontineli, que aproveitou a ocasião para gravar seu DVD. Em alguns momentos, ocupou o canal virtual 2.1.